# Iglesia de San Pedro y San Pablo (Cracovia)
La iglesia de San Pedro y San Pablo (en polaco: Kościół Świętych Apostołów Piotra i Pawła) es un templo de culto católico situado en la ciudad de Cracovia, Polonia.  Es de estilo barroco y se encuentra en la calle Grodzka. Fue construida entre 1597 y 1619 por Giovanni Maria Bernardoni, según diseño de Józef Britius. Es la iglesia de mayor tamaño del centro de Cracovia considerando el número de fieles que puede acoger, por ello se emplea frecuentemente para realizar conciertos de música clásica.  Destacan las estatuas que representan a las 12 apóstoles situadas delante de la fachada principal, y la decoración con estucos del ábside, obra de Giovanni Battista Falconi (1633).

## Historia
El templo formó parte inicialmente de un monasterio para jesuitas. La obra recibió un decidido impulso del rey Segismundo III Vasa que la financió. La construcción se inició en 1597 por iniciativa de Piotr Skarga, religioso jesuita cuyo sepulcro se encuentra en la cripta de la iglesia, y al que está dedicado un monumento en la plaza situada frente a la fachada. El edificio se consagró en el año 1635.

## Estatuas de los apóstoles
Delante de la fachada se encuentran 12 esculturas de los apóstoles realizadas originalmente en 1722 por Kacper Bażanka y Dawid Heel. Están confeccionadas con piedra caliza de Pińczów. Actualmente las estatuas originales del siglo XVIII, muy dañadas por la lluvia ácida, han sido sustituidas por copias contemporáneas en el mismo material de Kazimierz Jęczmyk.

## Péndulo de Foucault
Todos los jueves se realizan en el templo demostraciones con un Péndulo de Foucault colgado a 46.5 metros de altura. Mediante este dispositivo se puede demostrar de un modo sencillo la rotación terrestre, aunque es preciso aguardar alrededor de una hora para realizar prácticamente la comprobación.

## Galería de imágenes

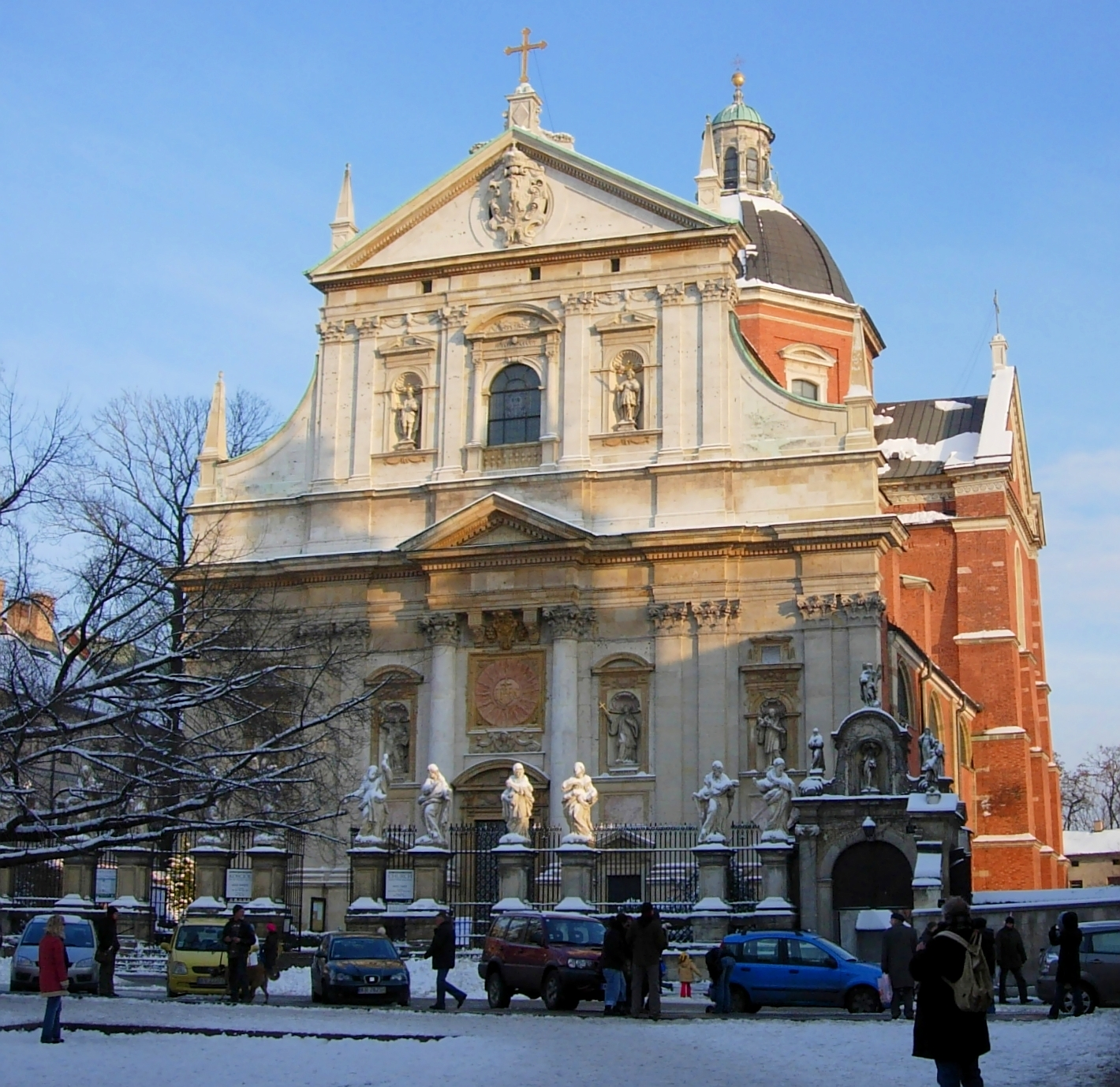
Fachada en invierno.
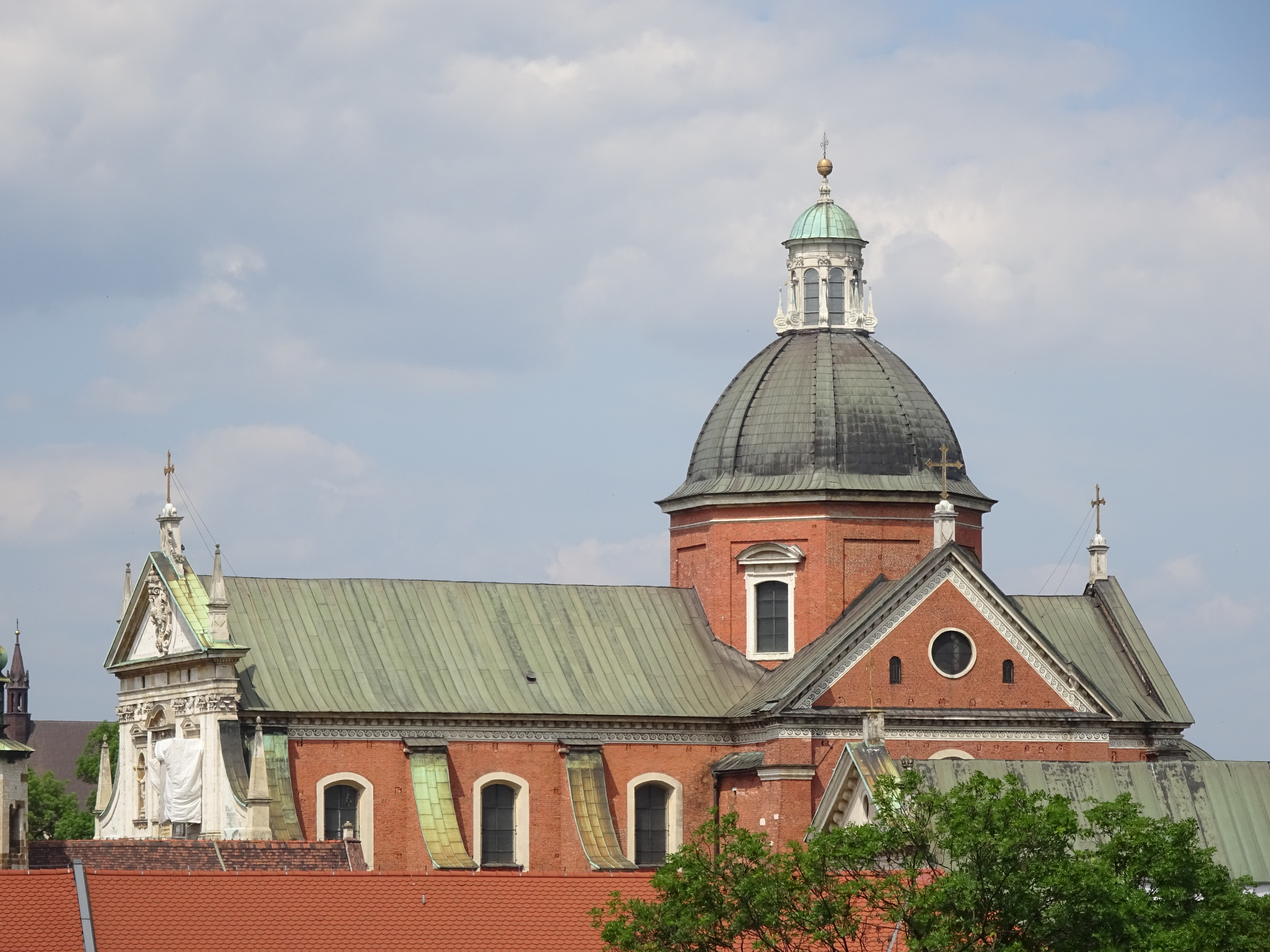
La estructura de la iglesia, vista desde Wawel.
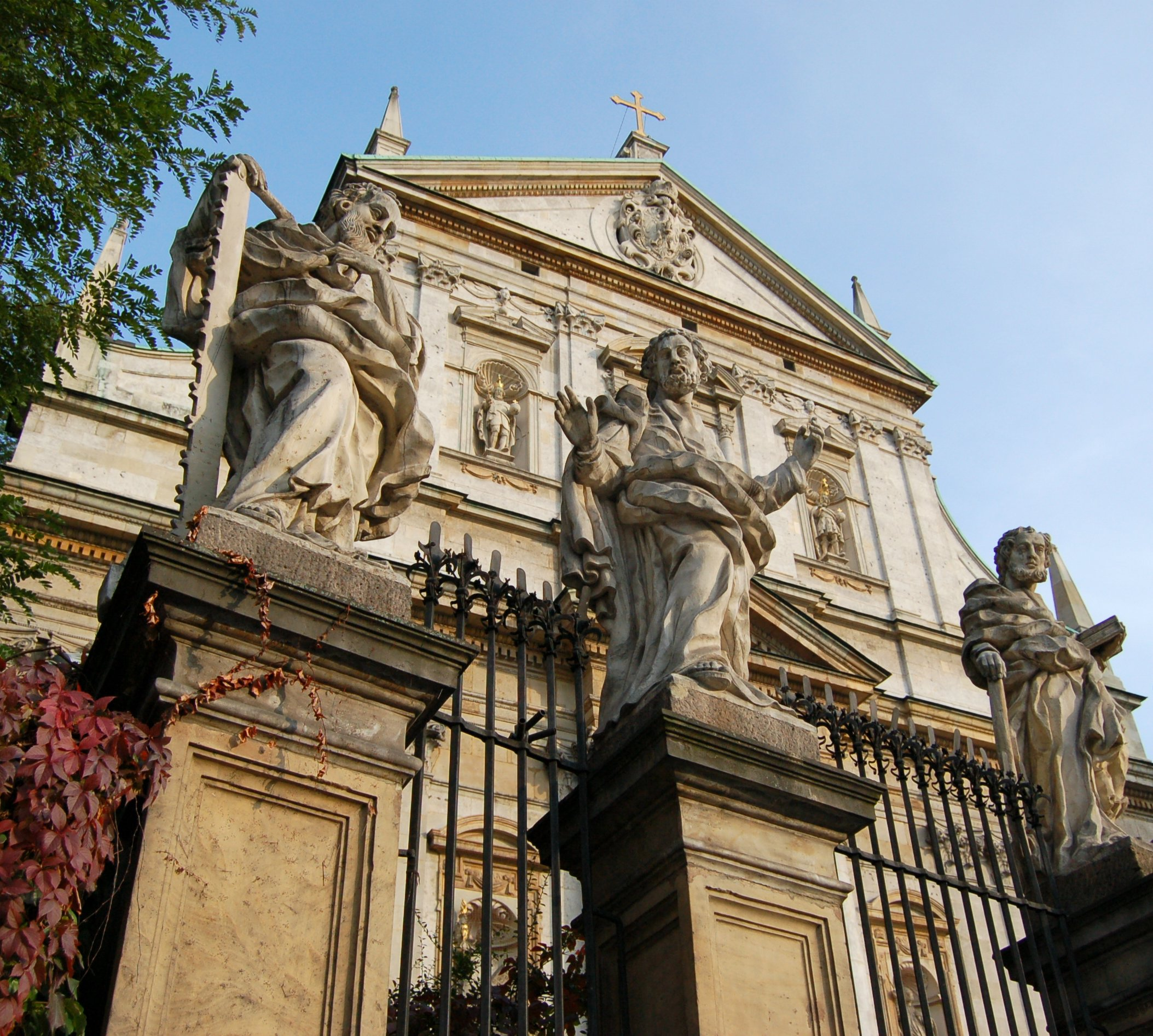
Estatuas de los apóstoles.
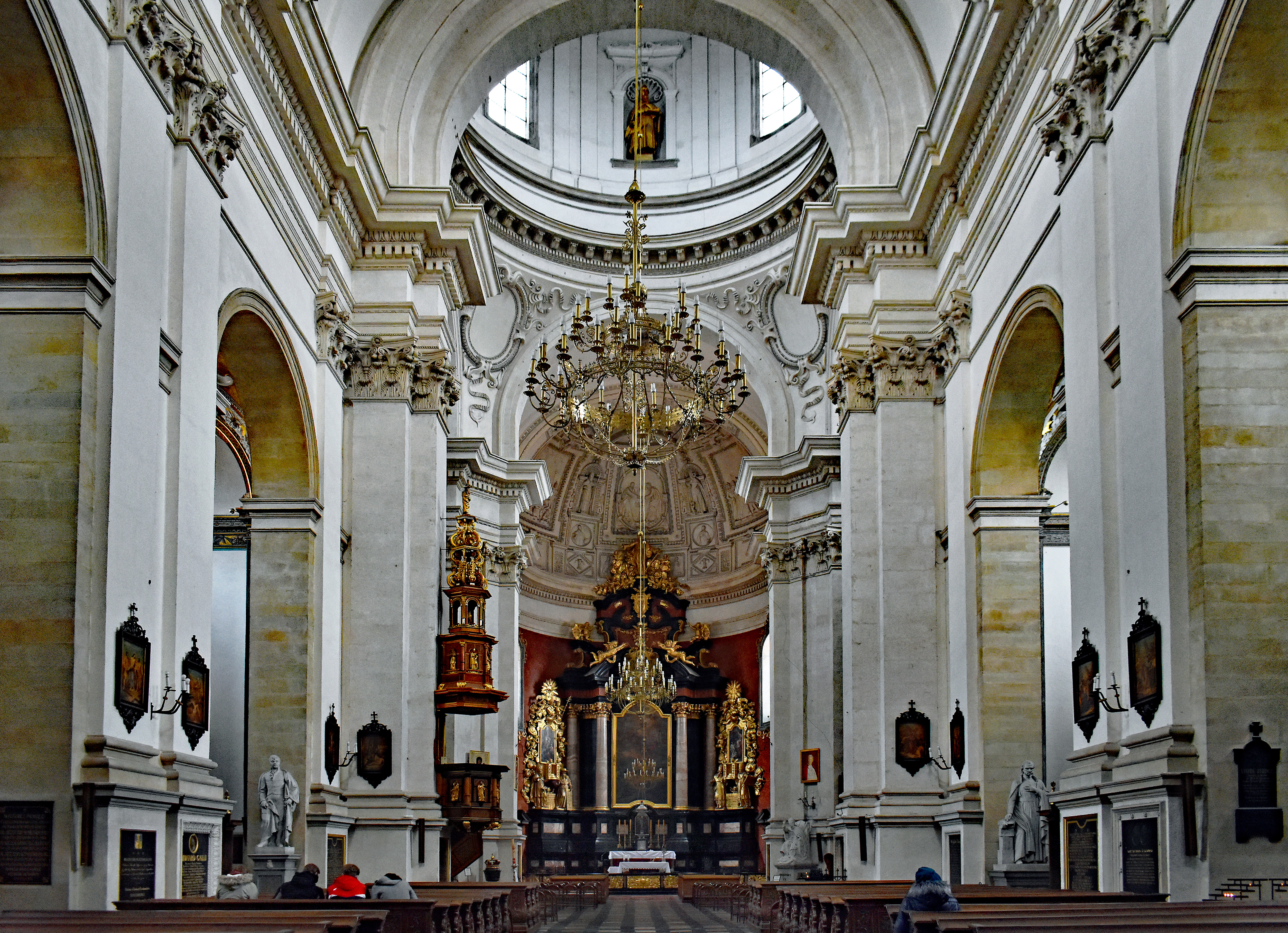
Interior de la iglesia.
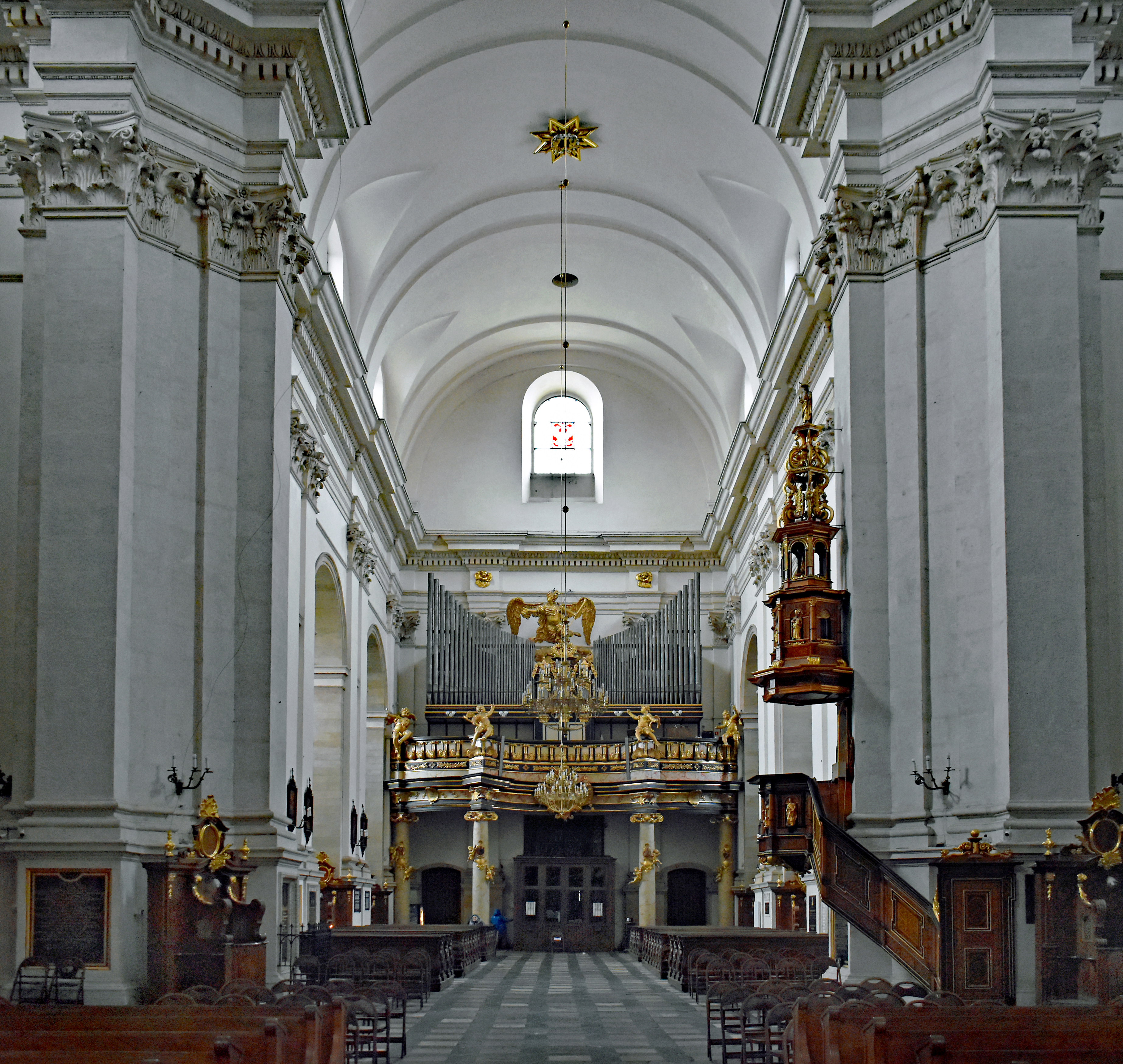
Coral, órgano, púlpito.
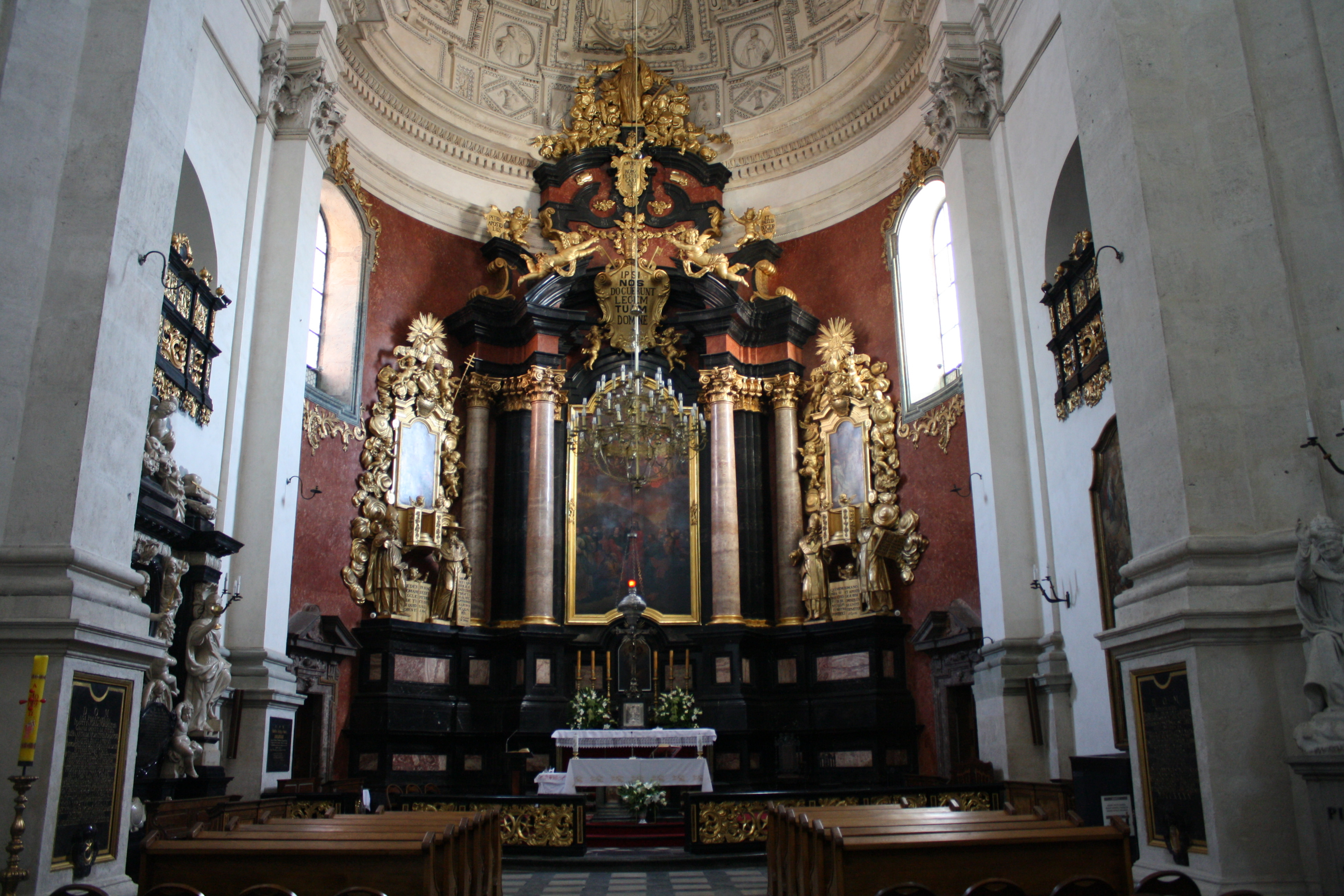
Altar principal.
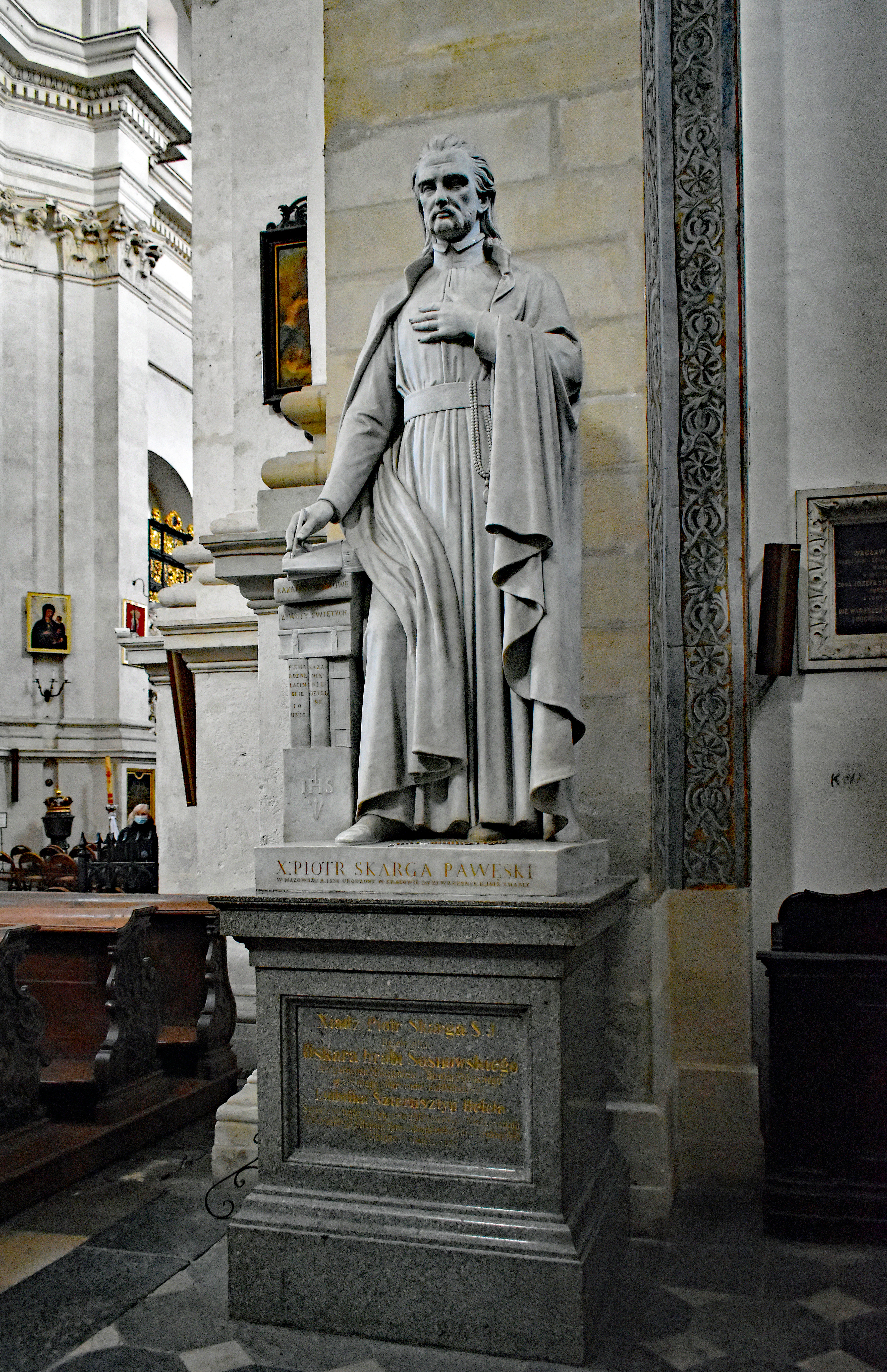
Piotr Skarga
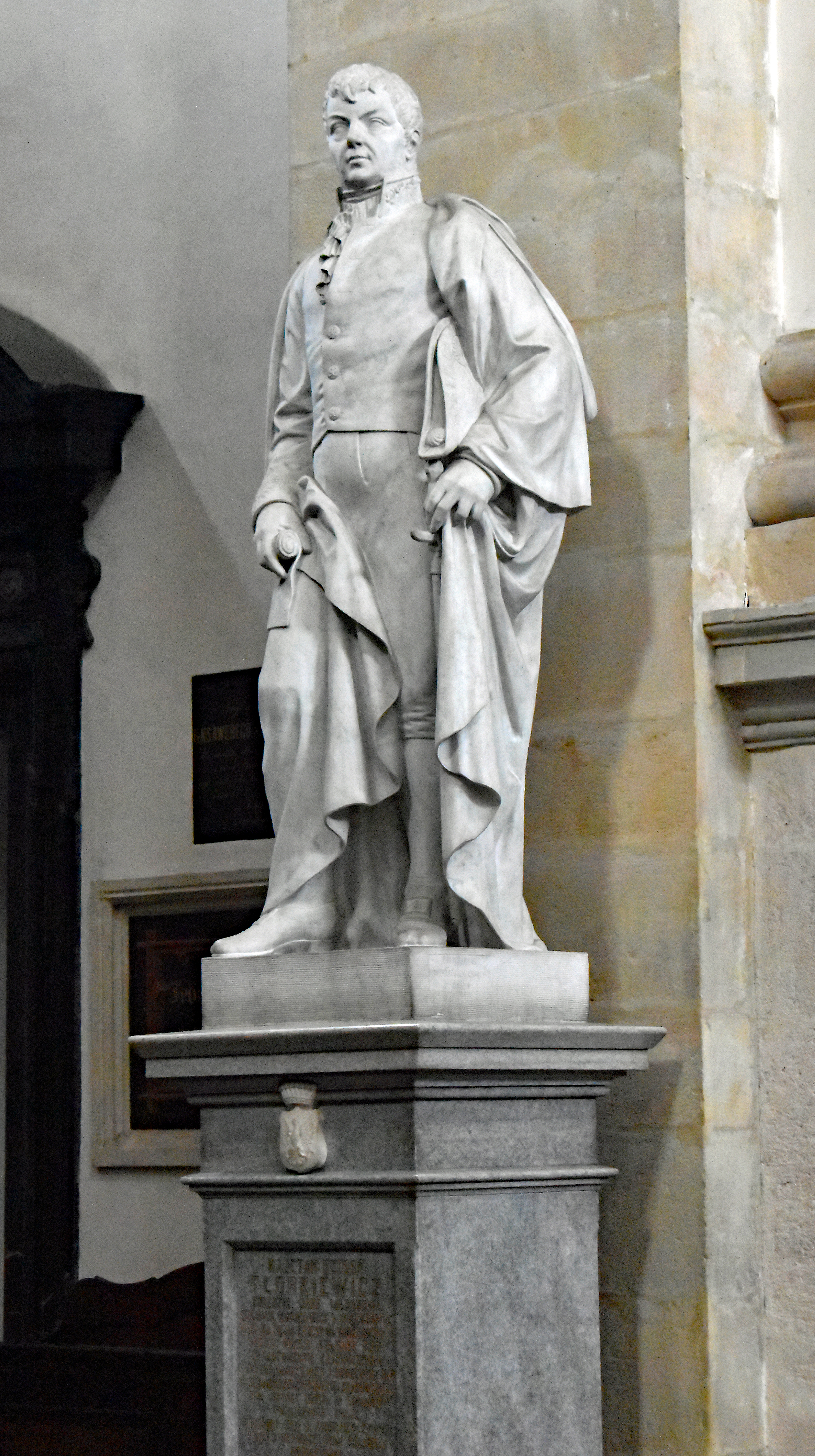
Kajetan Florkiewicz
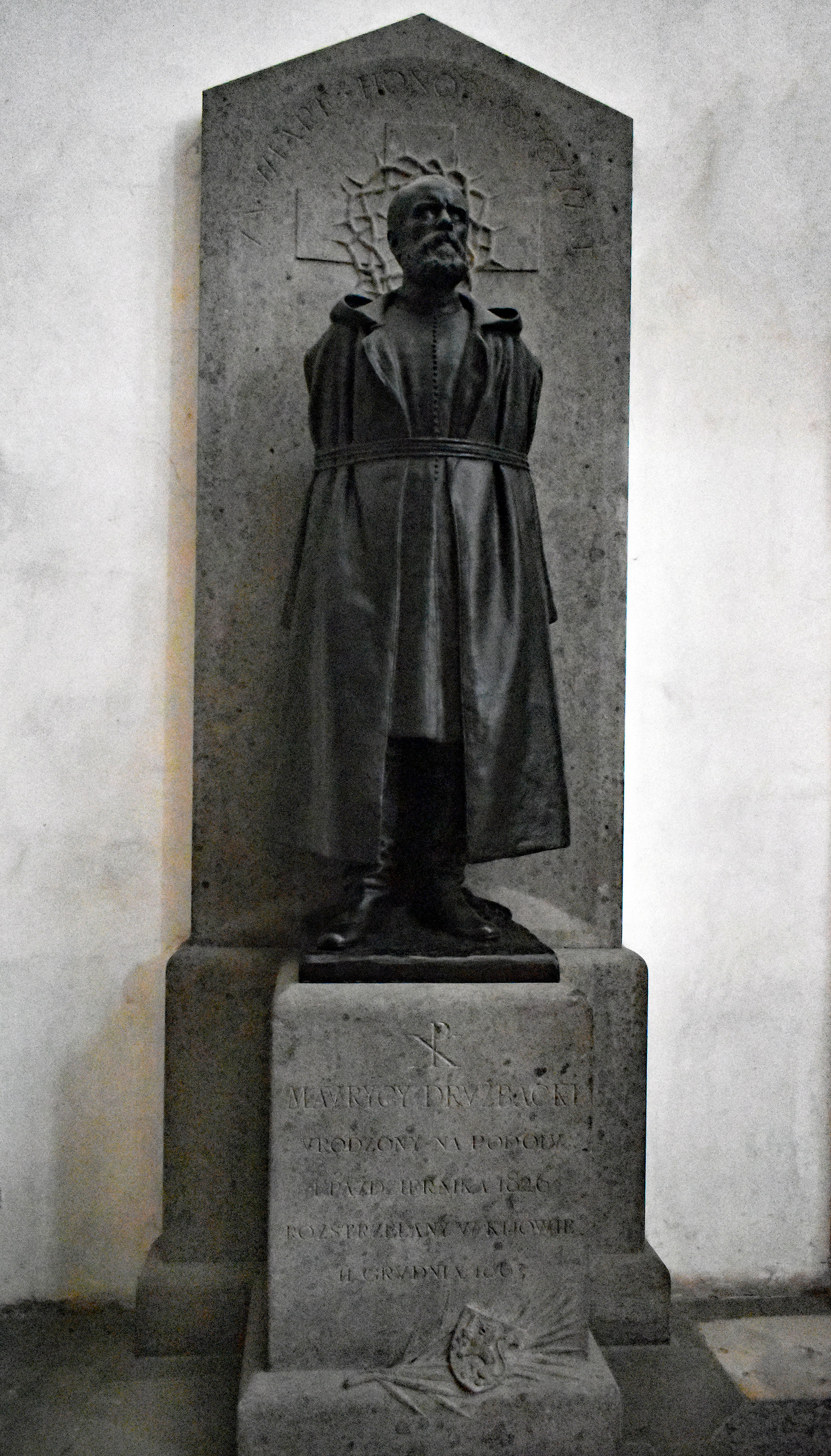
Maurycy Drużbacki